# باول فيليبس (عازف قيثارة)
باول فيليبس (بالإنجليزية: Paul Phillips)‏ هو عازف قيثارة أمريكي، ولد في 26 يونيو 1975 في برونزويك في الولايات المتحدة.

## وصلات خارجية
- الموقع الرسمي
- باول فيليبس على موقع ميوزك برينز (الإنجليزية)
- باول فيليبس على موقع ديسكوغز (الإنجليزية)